# Marquesat de Rincón de San Ildefonso
El Marquesat de Rincón de San Ildefonso és un títol nobiliari espanyol creat el 29 d'agost de 1920 pel rei Alfons XIII a favor de José del Prado Palacio, Senador del Regne i alcalde de Madrid i de Jaén.
José del Prado Palacio era fill de Diego del Prado y Marín i de la seva dona María del Pilar Palacio y García Velasco.

## Marquesos de Rincón de San Ildefonso
|                         | Titular                      | Període                 |
| Creació per Alfons XIII | Creació per Alfons XIII      | Creació per Alfons XIII |
| ----------------------- | ---------------------------- | ----------------------- |
| I                       | José del Prado Palacio       | 1920-1926               |
| II                      | José del Prado y O'Neill     | 1927-1936               |
| III                     | Mariano del Prado y O'Neill  | 1941-1963               |
| IV                      | José del Prado y Ruspoli     | 1966-2008               |
| V                       | Carlos del Prado y de Cendra | 2008-actual titular     |

## Història dels marquesos de Rincón de San Ildefonso
- José del Prado y Palacio (1865-1926), I marquès de Rincón de San Ildefonso.

1. Casat amb Teresa Fernández de Villalta y Coca. Sense descendents. El succeí el seu nebot:

- José del Prado y O'Neill (1903-1936), II marquès de Rincón de San Ildefonso, fill de Miguel del Prado y Lisboa, VIII marquès d'Acapulco, (cosí del primer marquès de Rincón de San Ildefonso), i de María Luisa O'Neill y Salamanca. Sense descendents. El succeí el seu germà:

- Mariano del Prado y O'Neill 1901-..), III marquès de Rincón de San Ildefonso, IX marquès d'Acapulco, III marquès de los Ogíjares, X marquès de Caicedo, II comte de Buelna.

1. Casat amb María Ruspoli y Caro. El succeí e lseu fill:

- José del Prado y Ruspoli (1940-..), IV marquès de Rincón de San Ildefonso.

1. Casat amb Carlota de Cendra y del Rivero. El succeí el seu fill:

- Carlos del Prado y de Cendra, V marquès de Rincón de San Ildefonso.